# Руа-Педру-Долл
Руа-Педру-Долл (порт. Rua Pedro Doll — «улица Педру Долла») — улица в элитном микрорайоне Альту-ди-Сантана района Сантана в Сан-Паулу, столице штата Сан-Паулу в Бразилии.
Название дано в честь Педру Долла (1834—1912), потомка немецких эмигрантов, советника Санту-Амару и крупного землевладельца в Санта-Терезинья,  исполнявшего также обязанности ответственного за обеспечение строительства часовни Санта-Крус в Альту-ди-Сантана.
Улица начинается от Руа-Волунтариуш-да-Патриа, пересекает Руа-Понтиш, Руа-Афонсу-ди-Гимараеш, Руа-Канту-ду-Жунку, Руа-Дона-Луиза-Толли, Руа-Мануэл-ди-Соуза и заканчивается на Руа-Аугусту-Толли.
Руа-Педру-Долл является коммерческой улицей с элитной жилой застройкой, на которой предпочитают селиться представители высшего среднего и высшего класса общества. В районе улицы располагаются Колледж императрицы Леопольдины (ранее Экстернат Педру Долла), магазины дизайнерской одежды, спортивные залы, рестораны, школы иностранных языков, офисы, пекарни и около семнадцати жилых домов, которые освещаются во время празднования Рождества Христова и Нового года. Здесь также находится штаб-квартира SINAPESP — Союза художников-пластиков штата Сан-Паулу.
Ежегодно на Руа-Педру-Долл проходит «Благотворительный рождественский праздник Альто-де-Сантана», основной целью которого является сбор еды для последующей передачи в благотворительные учреждения города. Также вручается награда за лучшее рождественское украшение здания в микрорайоне. Празднование спонсируется владельцами местных магазинов и местными школами.